# Гребінці (Україна)
Гребінці — село у Львівському районі Львівської області. Належить до Куликівської селищної громади.

## Назва
У 1989 р. назву села Гребенці було змінено на одну літеру.

## Розташування
Село Гребінці (пол. Hrebeńce) належало до Жовківського повіту, знаходилося за 15 км від Львова. Село сформувалось на території південно-східного Розточчя. На захід від села знаходяться село Надичі, Куликів. На схід — Віднів, Сулимів, на південь — Нове Село, Стронятин.

## Історія
Перша письмова згадка про Гребінці (Гребенці) датується 1515 р.(1444?). Кількість родин по роках: 1715 р.-37 родин, 1733 р. -64, 1744 р. — 62, 1760 р. — 64.
Під час російської окупації в листопаді 1914 р. за допомогою волинського архієпископа Євлогія громада Гребінців приєдналася до російського православ'я.
У 1924 р. існувала власна дерев'яна 2-ох класна школа з укр.мовою навчання. Будова мала 2 кімнати. У 1930 р. існувала читальня ім. Качковського, яка мала власну хату. В її бібліотеці було 30 книжок і дві підшивки часописів. У 1931 р. населення Гребінців становило 596 чол. У 1937 р. на місцевій сировині працювали рафінерії-олійні.

## Сучасність
В селі існує дерев'яна церква св. Миколи 1889, яку використовують вірні Української Православної Церкви Київського Патрірхату (85 % населення сіл Гребінці і Надичі). Також парафіянами церкви на місці старої дерев'яної збудована мурована каплиця в честь 2000-ліття Різдва Христового. Між селами Гребінці і Надичі знаходиться маленька дерев'яна капличка, яка побудована біля джерела.
Поштовий індекс — 80362.
До числа культурних об'єктів відноситься школа І-ІІ ст., бібліотека і клуб «Просвіта».

## Населення

### Мова
Розподіл населення за рідною мовою за даними перепису 2001 року:
| Мова       | Кількість | Відсоток |
| ---------- | --------- | -------- |
| українська | 413       | 99.76%   |
| білоруська | 1         | 0.24%    |
| Усього     | 414       | 100%     |

## Бібліографія

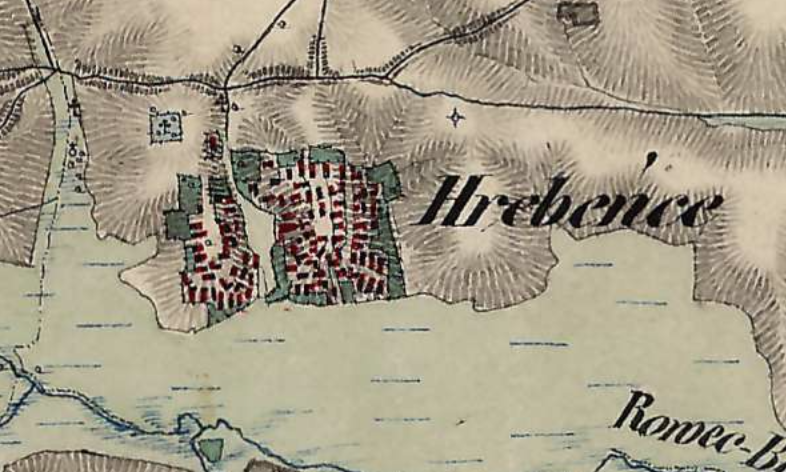
Гребінці на мапі XIX століття. На мапі видно Святе джерело або теперешню Капличку Перенесення Мощей Святого Миколая.